# Sisters
「Sisters」（シスターズ）は、SCANDALの22枚目のシングル。2015年9月9日にエピックレコードジャパンから発売された。

## 概要
通常盤、初回生産限定盤の2形態で発売され、初回生産限定盤には『"Documentary film「HELLO WORLD」" Another story』が収録されたDVD付き。

## 収録曲
1. Sisters [4:09]
作詞：RINA　作曲：MAMI　編曲：玉井健二、百田留衣
RINAは当楽曲の歌詞を映画「ひなぎく」に影響を受けて制作したと語っている[注 2]。
2. LIFE IS A JOURNEY [4:39]
作詞・作曲：TOMOMI　編曲：SCANDAL
3. Sisters (Instrumental)